# Megyaszó
Megyaszó är en ort i Ungern.   Den ligger i provinsen Borsod-Abaúj-Zemplén, i den nordöstra delen av landet, 170 km nordost om huvudstaden Budapest. Megyaszó ligger 157 meter över havet och antalet invånare är 3 072.
Terrängen runt Megyaszó är huvudsakligen platt, men österut är den kuperad. Runt Megyaszó är det ganska tätbefolkat, med 58 invånare per kvadratkilometer. Närmaste större samhälle är Szerencs, 12,1 km öster om Megyaszó. Trakten runt Megyaszó består till största delen av jordbruksmark.